# جون إل. برونر
جون إل. برونر (بالإنجليزية: John L. Brunner)‏ هو سياسي أمريكي، ولد في 18 أغسطس 1929 في الولايات المتحدة، وتوفي في 1980 في مقاطعة واشنطن في الولايات المتحدة. حزبياً، نشط في الحزب الديمقراطي. وقد انتخب عضو مجلس نواب بنسيلفانيا.